# Splamienia (buddyzm)
Splamienia (sanskryt klesha, pali kilesa, angielski afflictions, delusions) – kluczowy w buddyzmie termin. Splamienia powodowane odpowiednią karmą są obok niewiedzy głównym warunkiem istnienia cierpienia (Duhkha). 

## Pojęcie splamień w podejściu hinajany i mahajany
Z punktu widzenia nauk mahajany istnieją dwa wzorce kultywowania, podejście arhata związane z hinajaną, oraz podejście bodhisattwy związane z mahajaną. 
Zgodnie z teorią buddyzmu hinajany splamienia są stanami konceptualnymi bardziej lub mniej subtelnymi związanymi ze szkodliwymi emocjami, które muszą być usunięte przez arhata, aby zrealizować wyzwolenie od cierpienia (dukkha). Natomiast całkowite usunięcie wszystkich negatywności i błędów wiąże się jeszcze z usunięciem bardziej subtelnych przeszkód, mianowicie zaciemnień od niewiedzy. 
Zaciemnienia od niewiedzy według nauk mahajany usuwa się dopiero podczas zrealizowania Doskonałego Oświecenia (sanskryt Anuttara Samjak Sambodhi), tj. "Trzech ciał Buddy", w wyniku praktyki bodhisattwy. Bodhisattwa w zamian splamień ze szkodliwymi emocjami kultywuje umysł oświecenia zwany w sanskrycie bodhiczittą. Bodhiczitta jest tu związana z mądrością reagowania na rzeczywistość. Związana jest wyłącznie z pożytkiem i szczęściem dla siebie i dla innych. Splamienia zawsze wiążą się z postrzeganiem rzeczywistości nie do końca takiej jaką jest, lecz raczej jaką wydaje się tylko pojawiać oraz reagowaniem na nią w sposób nie do końca właściwy, często z odczuwaniem żalu, wstydu bądź straty. 
Bodhisattwa dążąc do doskonałej bodhiczitty nie porzuca wszystkich emocji w sensie rozumienia potocznego. W terminologii buddyjskiej kulminacją realizacji bodhiczitty będzie stan opisywany jako niczym mityczny "Wszystko-spełniającego Klejnot", tj. stan "trzech ciał Buddy". Stan "trzech ciał Buddy" będzie się wtedy przejawiać spontanicznie z dharmakaji dla dobra wszystkich "czujących istot". Zależeć będzie on jedynie od zdolności i możliwości czujących istot, czyli subiektywnej ich percepcji dualizmu "postrzegającego i postrzeganego" oraz ich indywidualnych duchowych życzeń, tj. stanów konceptualnych. Z punktu widzenia subiektywnej percepcji danej czującej istoty bodhisattwa spontanicznie pomaga jej odczuwając do niej miłość. 
Nie jest więc prawdą, że "buddyzm mówi o miłości jako o niebezpiecznej iluzji", jak to zarzucają wyznawcy innych religii. W buddyzmie rozpatruje się kwestie użyteczności iluzji (sansary), użyteczności jedynie do czasu, aż zostanie wszelka iluzja (niewiedza) przekroczona. Dla przykładu główny nurt myśli buddyjskich w Indiach - swatantrika - nazywał się  doktryną "Madhajamaki, która ustanawia iluzję poprzez rozumowanie" i podkreślał używanie zręcznej iluzji w procesie leczenia czujących istot z cierpienia.

## Podział splamień umysłu
Wyróżnia się następujące typy splamień:
| 6 rdzennych splamień      | 5 rdzennych splamień, które nie są poglądami | pożądanie (obiektów przyjemności) |
| 6 rdzennych splamień      | 5 rdzennych splamień, które nie są poglądami | gniew (niechęć do obiektów mogących zrobić krzywdę w przeszłości, obecnie lub w przyszłości) |
| 6 rdzennych splamień      | 5 rdzennych splamień, które nie są poglądami | pomieszana duma w stosunku do niżej, równie, wyżej usytuowanych, w przypadku posiadania obiektu dumy - uczucie równości w stosunku do lepszych, fałszywa duma z powodu niewłaściwie zrobionych rzeczy |
| 6 rdzennych splamień      | 5 rdzennych splamień, które nie są poglądami | ignorancja (pomieszany umysł) |
| 6 rdzennych splamień      | 5 rdzennych splamień, które nie są poglądami | pomieszane zwątpienie (negatywne emocje względem oczywistych prawd, np. prawa czynów karmicznych, czterech szlachetnych prawd) |
| 6 rdzennych splamień      | Jedno rdzenne splamienie                     | pomieszany pogląd, który dzieli się na pięć typów: 1. pogląd inherentnie istniejącego istnienia “ja”(pojedynczego, niezależnego i niezmiennego wyobrażenia istniejącej samej z siebie tożsamości uwarunkowanej przez 5 skupisk) 2. skrajny pogląd na przeszłość lub przyszłość (trwałej lub nietrwałej tożsamości siebie, która nie istniała przed narodzinami i nie będzie istnieć po śmierci) 3. utrzymywanie błędnego poglądu jako bezbłędnego 4. utrzymywanie niemoralnego prowadzenia się jako właściwego (np. hedonizm lub niewłaściwa asceza) 5. błędny pogląd na temat 10 niewłaściwych czynów, takich jak błędne poglądy na temat, Dharmy, prawa czynów karmicznych, inherentnego istnienia zjawisk. |
| Inne podrzędne splamienia | 20 drugorzędnych splamień                    | wściekłość, uraza, zawiść, skąpstwo, nieszczerość, złośliwość, hipokryzja, oszustwo, samogloryfikacja, okrucieństwo, bezwstydność, nie zażenowanie, letargia, agitacja, nieufność, lenistwo, niesumienność, zapominalstwo, dystrakcja, brak introspekcji |

Ponadto wszystkie wyżej wymienione splamienia mogą być zawarte w terminie buddyjskim "trzy trucizny", gdzie wyróżnia się  pożądanie, gniew i niewiedza, bądź w terminie "pięciu trucizn" w skład których wchodzą pożądanie, gniew, duma, zazdrość i niewiedza.